# 菊野昌宏
菊野 昌宏（きくの まさひろ、1983年2月8日 - ）は、日本の時計師。独立時計師アカデミーの最年少メンバーでもある。

## 来歴・人物
北海道深川市出身。子供の頃から機械仕掛けに興味があり、2歳の時点で自動車の取扱説明書を擦り切れるほどに読み、北海道深川西高等学校卒業後には陸上自衛隊に入隊して武器の解体・再組立の技術に興味を持ち小銃の修理を担当していた。
その後、専門学校ヒコ・みづのジュエリーカレッジで、新しい時計を作成するよりかは時計の修理に焦点を当てたコース（en:WOSTEP）に3年通った。代わりに、ジョージ・ダニエルズによる制作の手ほどき書であるウォッチメイキングを読んで独学し、次の3年を学校で教師として活動した。。2008年に卒業し、29歳の時、初めて時計を売った。
田中久重の作品である万年自鳴鐘に影響を受けて作成した、16万ドルの和時計をバーゼルワールドに出展したことで有名となった。和時計は季節によって変化する昼と夜をそれぞれ6等分した不定時法を前提としており、一刻を表す文字盤が季節と共に動く不定時法を腕時計の形で再現したのは初であった。
手作業を重視した時計が特徴であり、ネジにいたるまで手作りの部品で製作している。また更にこの時計は受注生産であり、それぞれの使用者の緯度に合わせて調整されている。

## メディア出演
- よみがえる 和の刻「独立時計師　菊野昌宏の挑戦」（NHK BSプレミアム、2015年6月4日）
- クレイジージャーニー（TBSテレビ、2018年10月31日）
- 情熱大陸（毎日放送、2019年1月27日）
- Re-TRY 人生の挑戦者たち（日本テレビ、2020年8月14日）
- SWITCHインタビュー 達人達「篠崎史紀×菊野昌宏」（NHK教育テレビジョン、2021年1月30日）[7]